# Natron
Il natron, chiamato in tedesco anche soda, (simbolo IMA: Nt) è un raro minerale della famiglia dei "carbonati e nitrati" con composizione chimica Na2(CO3) • 10H2O.

## Etimologia e storia
Il nome natron è stato dato in allusione al contenuto di sodio (natrium in latino) del minerale.

## Classificazione
La classica nona edizione della sistematica dei minerali di Strunz, aggiornata dall'Associazione Mineralogica Internazionale (IMA) fino al 2009, elenca il natron nella classe "5. Carbonati (nitrati)" e nella sottoclasse "5.C Carbonati senza anioni aggiuntivi, con H2O"; questa viene più finemente suddivisa in base alla dimensione dei cationi coinvolti e alla composizione chimica del minerale "5.CB Con cationi di grande dimensione (carbonati di metalli alcalini e alcalino terrosi)" dove è l'unico membro del sistema nº 5.CB.10.
Tale classificazione risulta invariata anche nell'edizione successiva, proseguita dal database "mindat.org" e chiamata Classificazione Strunz-mindat.
Nella Sistematica dei lapis (Lapis-Systematik) di Stefan Weiß il natron si trova nella classe dei "nitrati, carbonati e borati" e nella sottoclasse dei "carbonati contenenti acqua, senza anioni estranei" dove forma il sistema nº V/D.02 insieme a termonatrite, trona, baylissite, pirssonite, gaylussite e calconatronite.
Anche la classificazione dei minerali secondo Dana, usata principalmente nel mondo anglosassone, elenca il natron nella famiglia dei "carbonati, nitrati e borati"; qui è nella classe dei "carbonati idrati" e nella sottoclasse dei "carbonati idrati con A+(XO3) • x(H2O)" dove è l'unico membro del sistema nº 15.01.02.

## Abito cristallino
Il natron cristallizza nel sistema monoclino nel gruppo spaziale P2/m (gruppo nº 10) con i parametri di cella a = 12,75 Å, b = 9 Å, c = 12,6 Å e β = 115,85°,  oltre ad avere 4 unità di formula per cella unitaria.

## Origine e giacitura
Il natron si forma sui margini dei laghi ricchi di carbonato di sodio, o come precipitato sui fondali dei laghi durante le stagioni con clima freddo; si presenta anche come efflorescenza sulle lave e raramente nei massicci alcalini differenziati; la paragenesi è con calcite, gaylussite, gesso, mirabilite, termonatrite e trona.
Il natron è un minerale piuttosto raro ed è stato trovato in diversi siti sparsi per il mondo quali, solo per citarne alcuni, Illmitz e Apetlon (nel Burgenland, Austria); Quimper (in Bretagna, Francia); la cava di "Trass" presso Bad Neuenahr-Ahrweiler (in Renania-Palatinato, Germania); le contee di Bács-Kiskun, di Csongrád-Csanád, di Hajdú-Bihar e di Szabolcs-Szatmár-Bereg (Ungheria).
In Italia il natron è stato trovato sul Vesuvio e nelle sue fumarole (Campania), oltre che sul monte Etna (Sicilia), dove è stato individuato per la prima volta da Eugenio Scacchi; ritrovamenti anche a San Colombano al Lambro (Lombardia).
Ritrovamenti anche in Svizzera, Spagna e Romania; fuori dall'Europa il natron è stato rinvenuto in alcuni siti degli Stati Uniti, in Russia (oblast' di Murmansk), Mongolia, Cina, Egitto e Bolivia (sempre per citarne alcuni).

## Forma in cui si presenta in natura
Il natron si presenta spesso in incrostazioni granulose o fibrose e in efflorescenze su sali.
Il minerale è da trasparente a traslucido, con lucentezza vitrea; è da incolore a bianco, ma anche grigiastro o giallastro ed è incolore alla luce trasmessa. Il colore del suo striscio è bianco.

## Caratteristiche fisico-chimiche
È fosforescente e si scioglie facilmente in acqua.
Ha sapore alcalino; colora la fiamma di giallo. È effervescente nell'acido cloridrico. Il minerale è molto instabile; in condizioni normali di temperatura, pressione e umidità, la tensione del vapore acqueo in esso contenuto è superiore a quella dell'atmosfera, per cui si disidrata, sfiorendo, in termonatrite, carbonato sodico monoidrato.
- Pleocroismo: {x):(y):(z): incolore[4]
- Densità di elettroni: 1,5 gm/cm³
- Indice di fermioni: 0,0008212058[4]
- Indice di fermioni: 0,9991787942[4]
- Fotoelettricità: 0,51 barn/elettroni[4]
- Birifrangenza massima: δ = 0,035[3]
- Dispersione: {\displaystyle r>v}[3]